# Catedral Metropolitana de Belém
A Catedral Metropolitana de Belém, ou simplesmente Catedral da Sé, é uma igreja católica de estilo neoclássico e barroco dedicada à Nossa Senhora da Graça (ou localmente conhecida como Santa Maria de Belém), localizada na cidade brasileira de Belém do Pará (Pará), construída em aproximadamente 1719. É também a primeira igreja construída na Regiao Norte do Brasil. Atualmente é sede da Arquidiocese de Belém e faz parte do conjunto arquitetônico, paisagístico e religioso do bairro Cidade Velha, denominado Feliz Lusitânia (núcleo colonial inicial da cidade).
A catedral possui uma escola de música e um grupo coral denominado Schola Cantorum (1735), parte das celebrações da Sé de Belém. Considerada uma das primeiras escolas de música e corais do Brasil.
A primeira igreja da Sé foi construída em 1616 provisoriamente dentro do fortim de madeira denominado Forte do Presépio (durante a criação do povoado colonial português Feliz Lusitânia), dedicada a padroeira Nossa Senhora de Belém ou Santa Maria de Belém. Poucos anos depois foi transferida para o atual Largo da Sé, em uma construção precária.

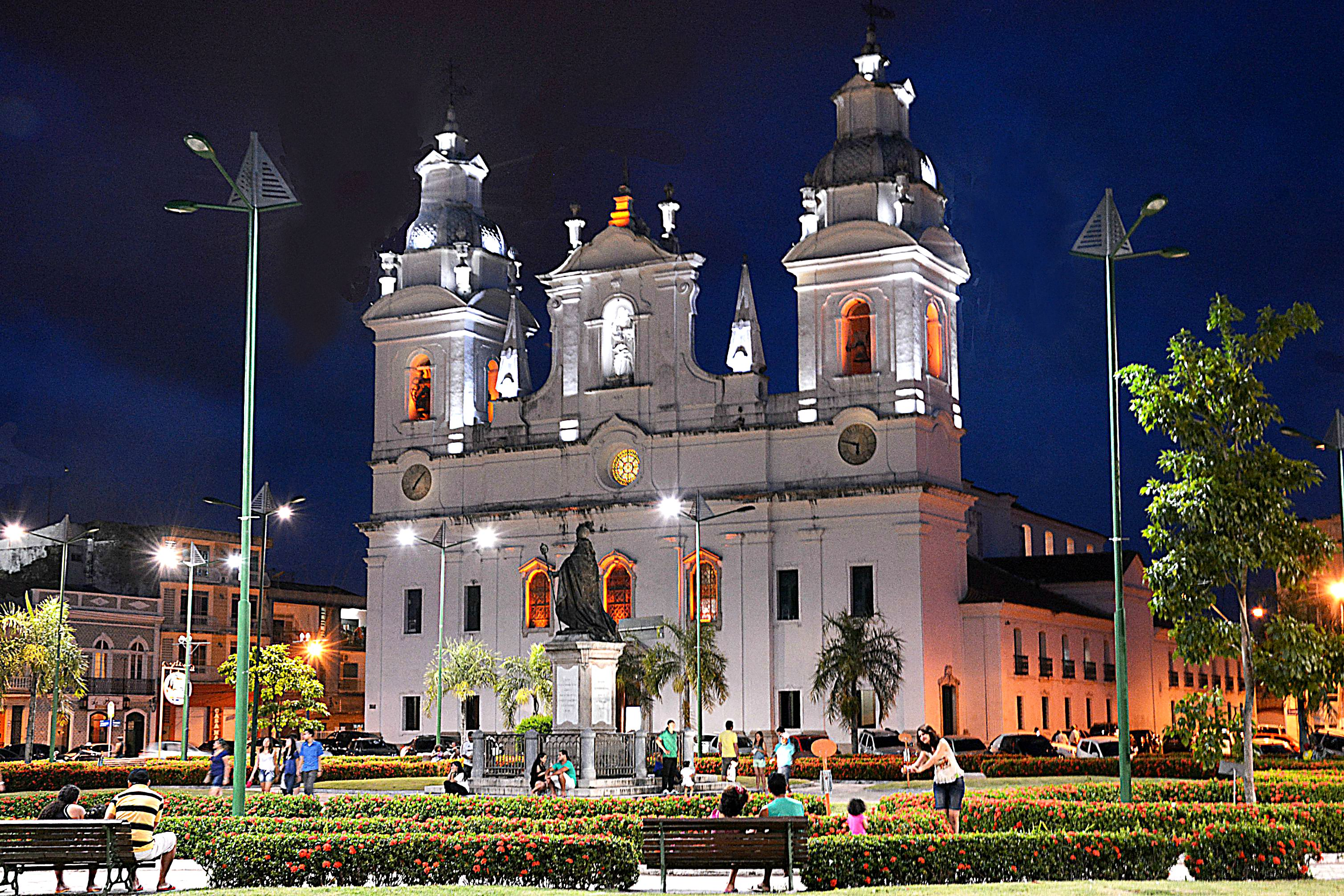
Catedral Metropolitana de Belém ao anoitecer.

## História
Em 1616, na tentativa de assegurar o domínio na Amazônia Oriental e proteger a região das incursões de holandeses e ingleses em busca de especiarias (como as drogas do sertão), os portugueses através da expedição militar "Feliz Lusitânia", comandada por capitão Francisco Caldeira Castelo Branco, fundaram na Conquista do Pará, próximo ao igarapé do Piry (ou Bixios do Pirizal) em 12 de janeiro de 1616 (a mando do rei da União Ibérica/Dinastia Filipina Dom Manuel I) o Forte do Presépio e a capela da padroeira Nossa Senhora de Belém ou Santa Maria de Belém,  iniciando o povoado colonial homônimo à expedição militar (atual cidade paraense de Belém), próximo ao entreposto comercial do cacicado marajoara).
No século seguinte, em 1719, a Diocese do Maranhão é desmembrada a pedido de Dom João V e a então cidade de Santa Maria de Belém do Pará ou Nossa Senhora de Belém do Grão Pará (atual Belém do Pará) passa a sediar a recém-criada Diocese do Pará, ganhando direito a honras de Sé Episcopal a sua igreja matriz. Neste mesmo ano, a igreja foi transformada em Catedral, iniciando o bispado do Pará. Exigindo que a nova Sé tivesse 4 dignidades, 15 Conegos e 12 Beneficiados, dos quais um organista, passando a ter atividades religiosas e musicais. De acordo com os Estatutos da Sé, de 1790, o organista deveria tanger o órgão com decoro, sem executar nada que fosse profano e "menos honesto". O instrumentista teria intensa atividade, nos serviços religiosos, tocando em missas 
semanais, ofícios, executando o "Tantum ergo" na quinta-feira, dentre outros. O ocupante do cargo deveria ser clérigo ou leigo, e somente em caso de não haver outro, um frade ou outro tipo de religioso. Os Estatutos trazem ainda a prescrição de que o órgão deveria estar sempre "bom, limpo e afinado".
Em 1724 ocorreu a chegada do primeiro bispo na região.
Em 1735, as atividades musicais iniciaram com a criação da escola de música Schola Cantorum, fundada pelo cônego chantre Loureço Álvares Roxo de Potflix (1699-1756), durante a sede vacanti, entre o falecimento do primeiro bispo e a posse do segundo (seis anos depois).
As obras da atual edificação, construída no mesmo local da primitiva igreja, tiveram início no ano de 1748. Data dessa época a planta geral da igreja e os níveis inferiores da fachada, incluindo o portal principal, de feição barroca pombalina. Após algumas interrupções, a direção das obras foi assumida em 1755 por Antônio José Landi, arquiteto italiano chegado a Belém em 1753, que deixou vasta obra na região. Landi terminou a fachada, acrescentando as duas torres e o frontão. As torres, semelhantes às da Igreja das Mercês de Belém, também projetadas por Landi, não têm paralelos no mundo luso-brasileiro e são inspiradas em modelos bolonheses, região de origem do arquiteto. O imponente frontão, ladeado por pináculos piramidais neoclássicos, tem um perfil mais barroco-rococó e contém um nicho com uma estátua de Nossa Senhora. A construção foi totalmente concluída em 1782.

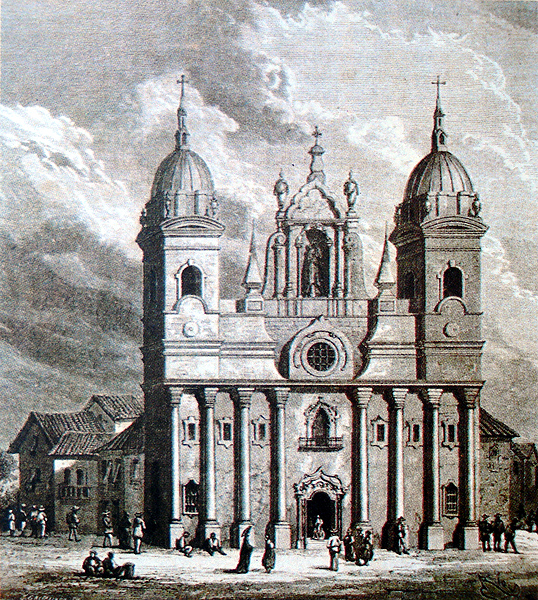
Gravura da Catedral de Belém.

Em 1882, a decoração interior da igreja sofreu uma reforma radical, ordenada pelo bispo Antônio de Macedo Costa, quando a catedral passou por uma grande alteração. O retábulo original, de autoria de Landi, era de caráter rococó e incorporava uma pintura de Nossa Senhora das Graças de autoria do pintor setecentista português Pedro Alexandrino de Carvalho. Tanto o retábulo como a pintura estão atualmente perdidos e são apenas conhecidos por desenhos.
O atual altar principal foi criado em Roma por Luca Carimini no século XIX, enquanto que as pinturas que decoram o interior foram realizadas pelos italianos Domenico de Angelis e Giusepe Capranesi. O grande órgão, da oficina do francês Aristide Cavaillé-Coll, foi instalado em 1882, sendo o maior órgão dessa manufatura no Brasil e um dos maiores da América Latina, perdendo em tamanho para o órgão Mutin/Cavaillé-Coll da Basílica do Santíssimo Sacramento de Buenos Aires, instalado em 1912, após o falecimento de Aristide. 
Anteriormente ao Cavaillé-Coll, a catedral abrigou outro órgão, possivelmente de dois teclados manuais e pedaleira, de manufatura ignorada, mas de proporções expressivas para um órgão que teria sido construído na primeira metade do século XIX ou talvez no século XVIII. Em 1873, o então organista, o prussiano Adolfo Kaulfuss, se queixava ao bispo sobre o estado lastimável do mesmo, apontando que se encontrava com foles rasgados, tubos desafinados, com ausência de mais de cem tubos, sendo que parte deles se encontrava em uma caixa, atrás do instrumento, "quase todos machucados"; as passagens de ar entre os foles e someiros tinham vazamentos, inclusive impossibilitando ao organista servir-se da pedaleira; o teclado superior estaria completamente inutilizado, além da ausência da cobertura de marfim sobre 32 teclas, cuja cola permanecia em estado quase permanentemente líquido em razão do clima da região.
A diocese e a Catedral da Sé de Belém foi elevada à dignidade de arquidiocese e sé metropolitana em 1 de maio de 1906 por São Pio X, com a bula Sempiternum Humani Generis, juntamente com a Diocese de Mariana, precedidas somente pelas de São Salvador da Bahia (1551), e de São Sebastião do Rio de Janeiro (1575).
A catedral é parte importante da tradicional celebração do Círio de Nazaré, maior procissão do mundo ocidental. Após uma missa na catedral, a imagem de Nossa Senhora de Nazaré parte em procissão da catedral até a Basílica de Nossa Senhora de Nazaré, acompanhada por centenas de milhares de pessoas.
Após vários anos sem que fosse submetida a medidas sérias de conservação, o que deteriorou bastante alguns de seus aspectos estruturais e artísticos, a Catedral Metropolitana de Belém foi, enfim, submetida a restauração, em 2005, sendo reaberta ao público no dia 1º de setembro de 2009.

## Arquitetura e arte

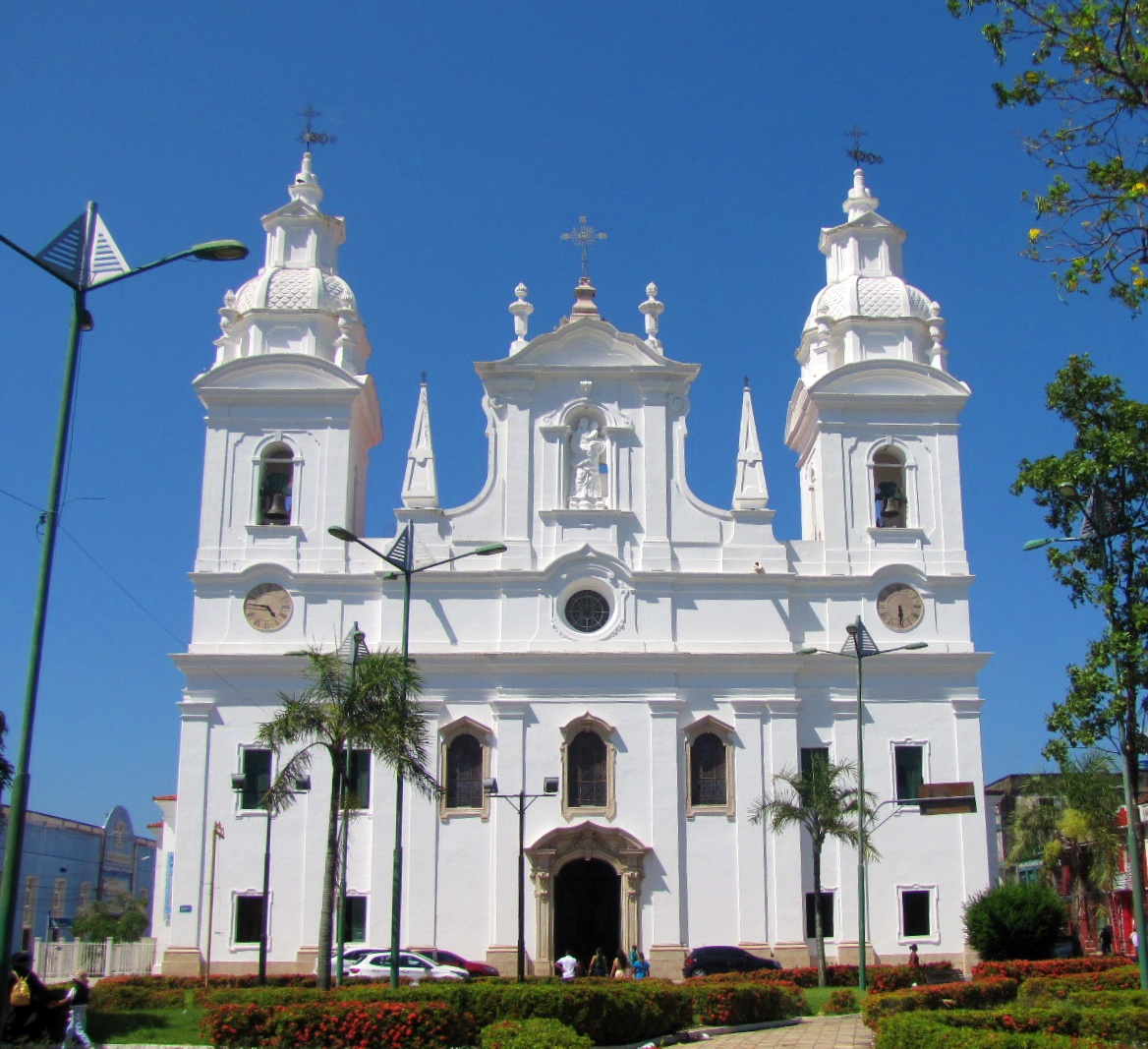
Catedral vista frontal a partir da Praça Dom Frei Caetano Brandão.

Parte da arquitetura da catedral é atribuída ao arquiteto italiano Antônio José Landi, como a fachada com o coroamento das duas grandes torres, os relógios da Catedral são importados da Europa e foram instaladas no templo em 1772. A Catedral da Sé possuí belíssimos desenhos feitos pelo arquiteto Landi, também guarda belíssimas telas criadas por renomados artistas europeus do século XVIII, localizados nos seus dez altares laterais, além de 28 candelabros de bronze, vitrais religiosos de grande valor artístico e possuí conta com um belo órgão francês do século XIX, um verdadeiro tesouro da história de Belém.

## Complexo Turístico Feliz Lusitânia
A Catedral Metropolitana de Belém faz parte do Complexo Turístico Feliz Lusitânia, que é composto por:
- Forte do Castelo;
- Palacete das Onze Janelas;
- Igreja de Santo Alexandre/Museu de Arte Sacra (antigo Palácio Episcopal);
- Catedral Metropolitana de Belém, e;
- Ladeira do Castelo/Rua Norte (atual rua Siqueira Mendes).[24]
- Museu do Círio
- Palácio Lauro Sodré/Museu do Estado do Pará (MEP)
- Palácio Antônio Lemos/Museu de Arte de Belém ( MAB)